# توزیع ریلی

## تاریخچه
توزیع ریلی یا رایلی (به انگلیسی: Rayleigh distribution) معمولاً در مواردی مشاهده می‌شود که متغیری دارای دو عضو بوده که هر دو دارای توزیع نرمال با واریانس مشابه بوده و از هم مستقل باشند. به‌طور مثال می‌توان سرعت باد که دارای دو مؤلفه (در جهت شرقی−غربی و شمالی−جنوبی) می‌باشد را دارای این توزیع دانست. همچنین اندازه اعداد مختلطی که مقادیر حقیقی و موهومی آنها دارای توزیع یکسان نرمال بوده و از هم مستقل باشند، دارای توزیع ریلی است. این توزیع به نام لرد ریلی نامیده شده است.

## تعریف

### تابع چگالی احتمال
تابع چگالی احتمال یک توزیع رایلی چنین است.
{\displaystyle f(x;\sigma )={\frac {x}{\sigma ^{2}}}e^{-x^{2}/(2\sigma ^{2})},\quad x\geq 0,}
که در این رابطه {\displaystyle \sigma } پارامتر مقیاس توزیع نامیده می‌شود.

## ویژگی‌ها

### تابع توزیع تجمعی
تابع توزیع تجمعی در توزیع رایلی برابر است با:
{\displaystyle F(x;\sigma )=1-e^{-x^{2}/(2\sigma ^{2})}}
در حالی که {\displaystyle .x\in [0,\infty )}

### میانه
میانه در توزیع رایلی برابر است با:
{\displaystyle \sigma {\sqrt {\frac {\pi }{2}}}}

### مد
مد در توزیع رایلی برابر است با:
{\displaystyle \sigma }

### میانگین
میانگین یک توزیع رایلی برابر است با:
{\displaystyle \sigma {\sqrt {\frac {\pi }{2}}}}

### واریانس
واریانس یک توزیع رایلی برابر است با:
{\displaystyle {\frac {4-\pi }{2}}\sigma ^{2}}

## کاربردها
توزیع رایلی معمولا برای مدل کردن ارتفاع موج ها در علوم اقیانوس شناسی استفاده می‌شود و همچنین برای بررسی بیشینه انرژی دریافتی از موج های رادیویی نیز استفاده می‌شود. در گذشته هم برای مدل سازی فرکانس سرعت باد در توربین های بادی در طول یک سال مورد استفاده واقع می‌شده است.

## توزیع‌های احتمالی مرتبط
- ‎{\displaystyle R\sim \mathrm {Rayleigh} (\sigma )}‎ اگر ‎{\displaystyle R={\sqrt {X^{2}+Y^{2}}}} و {\displaystyle X\sim N(0,\sigma ^{2})}‎ و ‎{\displaystyle Y\sim N(0,\sigma ^{2})}‎ دو متغیر مستقل با توزیع نرمال باشند.